# Danalampah
Danalampah is een bestuurslaag in het regentschap Kuningan van de provincie West-Java, Indonesië. Danalampah telt 701 inwoners (volkstelling 2010).